# 克里熱夫齊
克里熱夫齊（克羅埃西亞語： [krǐːʒeːʋtsi]）是克羅地亞的城市，位於該國北部，距離首府科普里夫尼察31公里，由科普里夫尼察-克里熱夫齊縣負責管轄，面積263.72平方公里，2011年人口21,122人。

## 外部連結
- Križevci official site （页面存档备份，存于）
- News Portal of Križevci （页面存档备份，存于）
- Open University Križevci （页面存档备份，存于）
- History, culture, locations, personage of Križevci in multimedia